# Menhir del Mas Roqué
El menhir del Mas Roqué, també conegut com la Pedra dreta de Vilameniscle, és un monument megalític de Rabós, (Alt Empordà), inclòs a l'Inventari del Patrimoni Arqueològic i Paleontològic de Catalunya.
Datat aproximadament cap al 3000 aC. Està ubicat al costat de la carretera que porta de Rabós al monestir romànic de Sant Quirze de Colera, a uns 2 km del primer, poc després del trencant del camí que porta a Vilamaniscle. Rep aquest nom per la proximitat d'un mas homònim.
El menhir és de pissarra, té dues bases, ja que està situat en una feixa i mesura 3,60 m d'alt. Al capdamunt s'hi havia col·locat una creu per cristianitzar aquest monument pagà. Es pot datar del 3000 aC i diu la llegenda que a causa de la seva profunditat si s'hi col·loca l'orella es pot sentir el mar.